# Sławomir Grabowy
Sławomir Grabowy (ur. 11 stycznia 1947 w Kopcu, zm. 18 lutego 2024 w Gdańsku) – polski grafik, rysownik, okazjonalnie malarz.

## Życiorys
Uczył się w Liceum Pedagogicznym w Augustowie, Studium Nauczycielskim w Ełku. W latach 1968–1973 studiował na Wydziale Malarstwa w Państwowej Wyższej Szkole Sztuk Plastycznych w Gdańsku (obecnie: Akademia Sztuk Pięknych w Gdańsku). Dyplom obronił w pracowni prof. Rajmunda Pietkiewicza. Był członkiem Stowarzyszenia Międzynarodowe Triennale Grafiki w Krakowie, Związku Polskich Artystów Plastyków i Gdańskiego Towarzystwa Przyjaciół Sztuki.
Artysta brał udział w ponad 200 wystawach ogólnopolskich i międzynarodowych. Otrzymał 56 nagród i wyróżnień (w tym 14 na wystawach międzynarodowych), m.in. w: Gdańsku, Krakowie, Jeleniej Górze, Łodzi, Olsztynie, Kaliszu, Seulu, Klużu-Napoce, Pančevie, Pilźnie, Wrocławiu, Timișoarze, Warnie.
Ważniejsze wystawy indywidualne:
- 1974 – Sopot
- 1975 – Gdynia
- 1975 – Grudziądz
- 1987 – Gdańsk
- 1989 – Wałbrzych
- 1989 – Mannheim (Niemcy)
- 1991 – Gdańsk
- 1992 – Warszawa
- 1994 – Gdańsk
- 1996 – Lublin
- 2001 – Xylon Museum und Werkstatten, Schwetzingen (Niemcy)
- 2006 – Toruń
- 2008 – SNAP Gallery, Edmonton (Kanada)
- 2013 – Państwowa Galeria Sztuki, Sopot
- 2017 – Galeria PUNKT GTPS, Gdańsk
- 2018 – Państwowa Galeria Sztuki, Sopot

Jego prace znajdują się w zbiorach na całym świecie, m.in. w: XYLON Museum Schwetzingen, Kim Nae Hyun Art Gallery Seoul, Silpacorn University Bangkok, Civic Museum Cremona, Cluj-Napoca Art Gallery, Adogi Collection Barcelona, Landsford Collection of Purdue University West Lafayette, Historical Archive of Pančevo, Museum Prijedor, World Gallery of Drawings Skopje, a także w muzeach w Gdańsku, Krakowie, Lublinie, Ostrowie Wielkopolskim, Bydgoszczy, Lubaczowie, Jeleniej Górze, Olsztynie oraz Łodzi.
Zmarł w Gdańsku, pochowany 29 lutego 2024 na cmentarzu Łostowickim (kwatera 42-6-13).

## Nagrody i wyróżnienia (wybór)
- 1985 – Gdańska Grafika Roku
- 1986 – Gdańska Grafika Roku
- 1989 – Gdańska Grafika Roku
- 1992 – Gdańska Grafika Roku
- 2005 – Stypendium Ministra Kultury
- 2007 – Stypendium Ministra Kultury
- 2007 – Stypendium Samorządu Województwa Pomorskiego
- 2008 – Nagroda Prezydenta Miasta Gdańska w Dziedzinie Kultury z okazji jubileuszu 35-lecia pracy artystycznej[6]
- 2009 – Pomorska Grafika Roku
- 2013 – Nagroda Specjalna Marszałka Województwa Pomorskiego w Dziedzinie Kultury[4]
- 2016 – Nagroda Prezydenta Miasta Gdańska w Dziedzinie Kultury za całokształt pracy artystycznej oraz z okazji jubileuszu 70. urodzin[6]
- 2022 – Nagroda Prezydenta Miasta Gdańska w Dziedzinie Kultury z okazji 50-lecia pracy twórczej[6]
- 2022 – Nagroda Specjalna Marszałka Województwa Pomorskiego w Dziedzinie Kultury[4]
- 2022 – Złoty Medal GTPS w 100-lecie Gdańskiego Towarzystwa Naukowego - Gdańskiego Towarzystwa Przyjaciół Sztuki[4]